# Web to print
Web to print staat voor een werkwijze waarbij men via het internet (meestal via een browser, maar ook e-mail, FTP of Web Services kunnen worden gebruikt) informatie kiest, uploadt of invult die automatisch naar een vormgegeven publicatie wordt omgezet en verder verwerkt kan worden tot een grafisch en/of elektronisch eindproduct. Web to Print is ook bekend onder volgende namen: Web2Print, remote publishing, Online-Publishing, Webtop-Publishing, Automatic Documents, Print Factory, Dynamic documents, web based publishing. 
Definities van Web to Print vinden we terug bij verschillende bronnen: 
- Web to Print als term om de transitie aan te geven van webgebaseerde toepassingen voor drukwerk.
- Web to Print als servergebaseerde online toepassing voor de creatie van drukwerk.
- Web to Print als verzamelnaam voor applicaties die de prepress optimaliseren door ze via het internet te laten verlopen.

In eerste instantie werd dit toegepast voor huisstijldrukwerk, maar inmiddels kunnen hiermee uiteenlopende eindproducten worden gemaakt, zoals brochures, nieuwsbrieven, datasheets, catalogi, posters, etiketten, fotoalbums etc.
Voordeel voor de gebruiker is dat deze volledig (maar vaak ook wel binnen vooraf gedefinieerde grenzen) bepaalt hoe het eindresultaat eruit gaat zien. Meestal wordt een preview (PDF of JPEG) in de browser getoond die al of niet na goedkeuring tot een bestelling bij een drukkerij of printbedrijf leidt. Daarbij kunnen ook procesgegevens zoals oplage, afleveradres, afwerking etc. worden gespecificeerd.
Verdere voordelen zijn: huisstijlbewaking, kostenbesparing op DTP- en overhead uren, bestellen op ieder moment en willekeurige locatie, korte doorlooptijd, online statuscontrole, etc. Er zijn diverse aanbieders van web to print software, in een aantal gevallen kan dit ook op ASP basis.
Commerciële Web to Print oplossingen maken printing-on-demand mogelijk. Er is verdere ontwikkeling in de integratie van variable data publishing in commerciële web to print oplossingen. 

## Geschiedenis
De basis voor Web to Print is te herleiden naar dtp-software. Daarnaast was de groei van e-commerce belangrijk.
De oorsprong van de term "web to print" is echter onbekend. Het eerste publieke gebruik van de term wijst men meestal aan Jim Frew toe. Hij schreef het artikel "From Web to Print" voor webmonkey.